# 暗栗文鸟
暗栗文鸟（学名：Lonchura fuscans），是梅花雀科文鸟属的一种，分布于文莱、印度尼西亚、马来西亚和菲律宾。该物种的保护状况被评为无危。
暗栗文鸟的平均体重约为9.5克。栖息地包括亚热带或热带的（低地）湿润疏灌丛、牧草地、亚热带或热带的湿润低地林、耕地、亚热带或热带的（低地）干草原、乡村花园和城市。